# Högsby kommun
Högsby kommun är en kommun i Kalmar län i östra Småland. Centralort är Högsby.
Naturlandskapet kännetecknas av en sprickdalslandskap, där små sjöar och dalgångar i huvudsak följer sprickzoner i berggrunden. Emån löper främst längs dessa sprickor genom kommunen. Huvuddelen av området utgörs av barrskogklädda moränområden, avbrutna av små myrmarker. 
Kommunens näringsliv, under början av 2020-talet, fokuserade på tillverkningsindustrin, där små och medelstora företag inom trä- och verkstadssektorn var centrala. Träriket, som området kallas, blomstrade med en mångfald av träbearbetande företag. Jordbruk och skogsbruk spelade också en betydande roll. 
Befolkningstrenden har varit negativ sedan kommunens bildande 1971, med en minskning från 8 322 invånare 1970 till 5 731 invånare 2020. Historiskt sett har kommunen varit ett starkt fäste för Socialdemokraterna och Centerpartiet, men stödet för dessa partier har de senaste valen minskat till förmån för Sverigedemokraterna. Under mandatperioden 2022–2026 styrs kommunen av en blocköverskridande koalition bestående av Socialdemokraterna, Centerpartiet och Vänsterpartiet.

## Administrativ historik
Kommunens område motsvarar socknarna: Fagerhult, Högsby och Långemåla. I dessa socknar bildades vid kommunreformen 1862 landskommuner med motsvarande namn. 1889 bildades Fågelfors landskommun genom utbrytning ur Högsby landskommun.
Ruda municipalsamhälle inrättades 24 september 1948 och upplöstes i slutet av 1959. 
Vid kommunreformen 1952 uppgick Fågelfors och Långemåla landskommuner i Högsby landskommun. 
1969 införlivades Fagerhults landskommun i Högsby landskommun. Genom en ombildning bildades Högsby kommun vid kommunreformen 1971.
Kommunen ingick från bildandet till 2005 i Oskarshamns domsaga och ingår sedan 2005 i Kalmar domsaga.

## Geografi
Högsby kommun gränsar i söder till Nybro kommun, i öster till Mönsterås kommun och i norr till Hultsfreds kommun.

### Topografi och hydrografi
Naturlandskapet präglas av en sprickdalskaraktär, där mindre sjöar och dalgångar i huvudsak följer sprickzoner i berggrunden, vanligtvis i nordväst–sydöstlig riktning. Emån följer övervägande dessa spricksystem genom kommunen.
Den större delen av området består av barrskogklädda moränområden, avbrutna av små myrmarker. Kring Emån finns betydande områden med vattenavsatta sediment, som exemplifieras av varvig lera nära Högsby. Vid platser längs ån, som Forsaryd och områdena kring Kisebast och Fågelfors, bevaras äldre odlingslandskap med beteshagar. Moredalen utmärks av en imponerande 40 m djup kanjon som leder till ett stort isranddelta vid Trånshult.
Nedan presenteras andelen av den totala ytan 2020 i kommunen jämfört med riket.
|  | Bebyggelse (3,3 %) |

|  | Skog (81,0 %) |

|  | Öppen myrmark (1,0 %) |

|  | Jordbruksmark (7,6 %) |

|  | Övrig mark (7,1 %) |

|  | Bebyggelse (3,1 %) |

|  | Skog (68,0 %) |

|  | Öppen myrmark (7,2 %) |

|  | Jordbruksmark (7,4 %) |

|  | Övrig mark (14,3 %) |

### Naturskydd
Ungefär 3,8 procent (2,8 procent av landytan) av Högsby kommuns areal hade år 2019 skydd i form av naturreservat, naturvårdsområden, naturminnen och biotopskydd. Detta motsvarade 3 031 hektar. År 2024 fanns 15 naturreservat i Högsby kommun.

### Administrativ indelning
Fram till 2016 var kommunen för befolkningsrapportering indelad i Fagerhults församling, Fågelfors församling, Högsby församling och Långemåla församling.

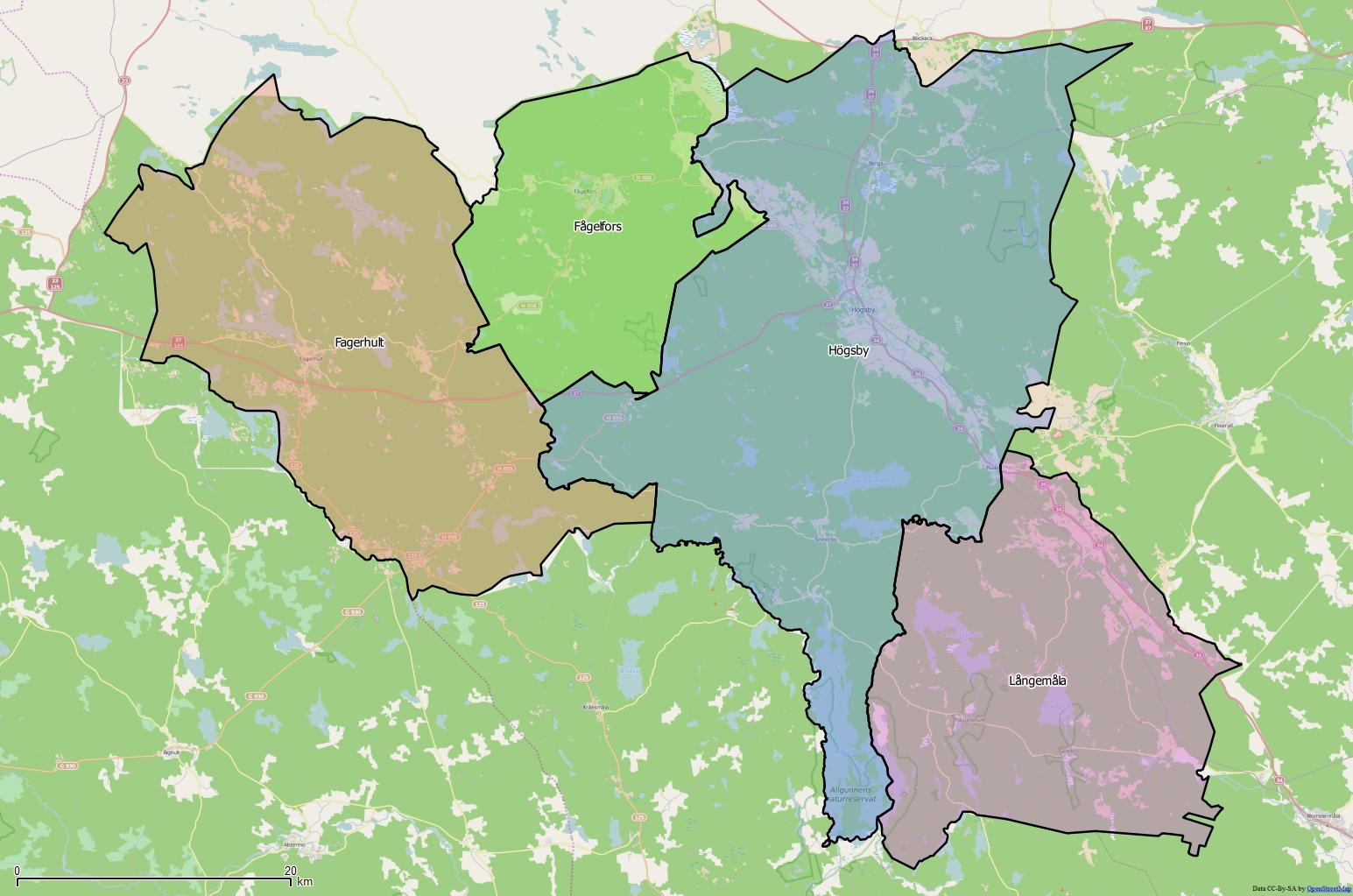
Distrikt (socknar) inom Högsby kommun

Från 2016 indelas kommunen i följande distrikt, vilka motsvarar de tidigare socknarna: Fagerhult, Fågelfors, Högsby och Långemåla.

### Tätorter
Det finns fyra tätorter i Högsby kommun.
I tabellen presenteras tätorterna i storleksordning per den 31 december 2020. Centralorten är i fet stil.
| Nr | Tätort    | Befolkning |
| -- | --------- | ---------- |
| 1  | Högsby    | 1 971      |
| 2  | Berga     | 732        |
| 3  | Ruda      | 612        |
| 4  | Fågelfors | 390        |

## Styre och politik

### Styre
Mandatperioden 2010–2014 styrdes kommunen av de rödgröna. Tillsammans samlade koalitionen 19 av 41 mandat i kommunfullmäktige. Efter valet 2014 ersattes de rödgröna av Alliansen som tog makten med hjälp av stöd från Sverigedemokraterna. Till kommunstyrelsens ordförande valdes centerpartisten Stihna Johansson Evertsson. Alliansen kunde fortsätta styra även efter valet 2018. Denna gång utan stöd från Sverigedemokraterna som menade att "Alliansen [...] har behandlat oss som något katten kommer in och lägger på mattan". Tillsättningen av mandat i kommunstyrelsen blev stökig och det slutade med att de tillsattes för ett år istället för fyra. Mandatperioden 2022–2026 styrs kommunen av en blocköverskridande koalition bestående av Socialdemokraterna, Centerpartiet och Vänsterpartiet.

### Kommunfullmäktige

#### Presidium
| Presidium 2022–2026    | Presidium 2022–2026 | Presidium 2022–2026  |
| ---------------------- | ------------------- | -------------------- |
| Ordförande             | S                   | Åke Gustavsson       |
| Förste vice ordförande | KD                  | Carl-Wiktor Svensson |
| Andre vice ordförande  | SD                  | Sune Olsson          |

#### Mandatfördelning 1970–2022
| 2 | 17 | 12 | 2 | 2 | 6 |

| 41 |

| 2 | 17 | 12 | 2 | 2 | 6 |

| 40 |

| 2 | 17 | 13 | 2 | 2 | 5 |

| 39 |

| 2 | 18 | 11 | 2 | 2 | 6 |

| 33 | 8 |

| 2 | 21 | 9 |  | 2 | 6 |

| 33 | 8 |

| 2 | 19 | 10 | 2 | 2 | 6 |

| 35 | 6 |

| 2 | 19 |  | 10 | 2 | 2 | 5 |

| 31 | 10 |

| 2 | 17 |  | 11 |  | 3 | 6 |

| 29 | 12 |

| 2 | 18 | 2 | 11 |  | 2 | 5 |

| 24 | 17 |

| 4 | 16 | 2 |  | 9 |  | 3 | 5 |

| 27 | 14 |

| 2 | 18 |  |  | 10 |  | 5 | 3 |

| 28 | 13 |

|  | 16 |  |  | 2 | 11 |  | 3 | 5 |

| 26 | 15 |

|  | 17 |  | 4 | 11 | 3 | 4 |

| 25 | 16 |

|  | 13 |  | 6 | 8 | 3 | 3 |

| 20 | 15 |

|  | 12 | 8 | 7 | 3 | 4 |

| 21 | 14 |

|  | 10 | 7 | 5 | 5 | 3 |

| 21 | 10 |

### Nämnder

#### Kommunstyrelse
| Presidium 2022–2026    | Presidium 2022–2026 | Presidium 2022–2026 |
| ---------------------- | ------------------- | ------------------- |
| Ordförande             | C                   | Per Gröön           |
| Förste vice ordförande | S                   | Jonas Erlandsson    |
| Andre vice ordförande  | KD                  | Lars Elmborg        |

#### Övriga nämnder
| Nämnd                      | Ordförande | Ordförande       | Vice ordförande | Vice ordförande |
| -------------------------- | ---------- | ---------------- | --------------- | --------------- |
| Miljö- och byggnadsnämnden | S          | Yvonne Hagberg   | KD              | Marcus Carlsson |
| Valnämnden                 | S          | Helene Josefsson | KD              | Marcus Carlsson |

### Valresultat 2022
| Parti                            | Valdistrikt | Valdistrikt | Kommun  |
| Parti                            | Starkaste   | Andel       | Andel   |
| -------------------------------- | ----------- | ----------- | ------- |
| S                                | Högsby      | 39,42 %     | 30,54 % |
| SD                               | Ruda        | 32,15 %     | 21,68 % |
| C                                | Fagerhult   | 23,72 %     | 16,13 % |
| KD                               | Berga       | 20,29 %     | 15,64 % |
| M                                | Fagerhult   | 21,29 %     | 10,97 % |
| V                                | Ruda        | 5,69 %      | 3,70 %  |
| KUST                             | Fågelfors   | 1,04 %      | 0,44 %  |
| MP                               | Fagerhult   | 1,62 %      | 0,29 %  |
| Data hämtat från Valmyndigheten. |             |             |         |

Exklusive uppsamlingsdistrikt. Partier som fått mer än en procent av rösterna i minst ett valdistrikt redovisas.

## Ekonomi och infrastruktur

### Näringsliv
Kommunen präglades i början av 2020-talet av en näringslivsstruktur med fokus på tillverkningsindustrin, där små och medelstora företag inom trä- och verkstadssektorn utgjorde hörnstenen. Träriket, som området kallas, har blomstrat med en mångfald av träbearbetande företag. Bland de framstående aktörerna märktes Attacus Trähus i Småland AB i Fågelfors, som också var kommunens största privata arbetsgivare med 35 anställda 2022. Dessutom spelade jordbruk och skogsbruk en betydande roll och stod för 11 procent av arbetstillfällena i kommunen.
Kommunen lider i mångt och mycket av vanliga glesbygdsproblem med en stor utflyttning, stor äldre befolkning, hög arbetslöshet och svag näringslivsutveckling. Kommunen lockade 2001 till sig lågpriskedjan Ullared2.se som senare bytte namn till Karlssons. Lågpriskedjan etablerade sig i de lokaler som tidigare använts för tillverkningen av de så kallade Solstad-Saabarna. 

### Infrastruktur

#### Transporter
Kommunen korsas av Stångådalsbanan och binder samman Kalmar län med Östergötlands län. Från väster leder riksväg 23 mot centralorten, där den kopplas samman med riksväg 34 från söder till norr. Västra delen av kommunen präglas av länsväg 125, som skapar ytterligare kommunikationsförbindelser.
Högsby försöker lansera sig som en knutpunkt där Riksväg 37 och Riksväg 34 möts. Den senare vägen var i äldre tider en av kungsvägarna där Eriksgatorna gick på vägen mellan Linköping och Kalmar.

#### Utbildning
Högsby utbildningscenter är en skola belägen i Högsby som tidigare hade gymnasieprogram men de sista eleverna gick ut 2022. Idag har man IM och kompletterande vuxenutbildning. Högsby utbildningscenter har under åren haft en rad framgångar i Skol-SM i fotboll, både inomhus och utomhus.

## Befolkning

### Demografi

#### Befolkningsutveckling
Kommunen har 5 321 invånare (31 december 2024), vilket placerar den på 271:a plats avseende folkmängd bland Sveriges kommuner.
| Befolkningsutvecklingen i Högsby kommun 1970–2020 | Befolkningsutvecklingen i Högsby kommun 1970–2020 | Befolkningsutvecklingen i Högsby kommun 1970–2020 | Befolkningsutvecklingen i Högsby kommun 1970–2020 | Befolkningsutvecklingen i Högsby kommun 1970–2020 |
| ------------------------------------------------- | ------------------------------------------------- | ------------------------------------------------- | ------------------------------------------------- | ------------------------------------------------- |
|                                                   |                                                   |                                                   |                                                   |                                                   |
| År                                                |                                                   |                                                   | Folkmängd                                         |                                                   |
| 1970                                              | 1970                                              |                                                   | 8 322                                             |                                                   |
| 1975                                              | 1975                                              |                                                   | 7 671                                             |                                                   |
| 1980                                              | 1980                                              |                                                   | 7 800                                             |                                                   |
| 1985                                              | 1985                                              |                                                   | 7 392                                             |                                                   |
| 1990                                              | 1990                                              |                                                   | 7 177                                             |                                                   |
| 1995                                              | 1995                                              |                                                   | 7 175                                             |                                                   |
| 2000                                              | 2000                                              |                                                   | 6 380                                             |                                                   |
| 2005                                              | 2005                                              |                                                   | 6 066                                             |                                                   |
| 2010                                              | 2010                                              |                                                   | 5 777                                             |                                                   |
| 2015                                              | 2015                                              |                                                   | 5 857                                             |                                                   |
| 2020                                              | 2020                                              |                                                   | 5 731                                             |                                                   |

## Kultur

### Kulturarv
I kommunen finns ett flertal riksintressen, däribland Emådalen. Människor och djur har historiskt följt denna bördiga dalgång för bete och odling. Dalgången längs Emån, tillsammans med delar av Gårdvedaån och Silverån, utgör en sammanhängande slättbygd från Bankeberg i söder till Kvillsfors i nordväst. Områdets kulturlandskap kantas av öppna odlingsområden som övergår i skogsområden längs åns branta sluttningar. Fornlämningarna längs Emån sträcker sig över 6 000 år av mänsklig bosättning. Från stenålderns kolonisation till bronsålderns expansion och järnålderns koncentration av bosättning och verksamhet. Gravfält och rösen från järnåldern, särskilt orienterade mot dalgångens kanter och andra höjder, präglar kulturlandskapet. Betydande fornlämningsområden återfinns vid platser som Gillberga, Berga gård, Stora Hanåsa, Valåkra, Sinnerstad och Gårdveda.

### Kommunvapen
Blasonering: I blått fält en ginstam av silver, nedtill med tre rundbågade valv.
Detta vapen fastställdes 1961 för Högsby landskommun. Bilden avser Tingbron i kommunens centralort. Fagerhults landskommun, som lades samman med Högsby 1969 hade ett vapen som fick stå tillbaka.

Fagerhults landskommun (1968–1969)